# 上原春男
上原 春男（うえはら はるお、1940年3月28日 - 2017年8月11日）は、日本の教育者、工学者。特定非営利活動法人海洋温度差発電推進機構理事長。専門は海洋温度差発電(OTEC)、凝縮熱伝達。効率的な海洋温度差発電システムであるウエハラサイクルの発明者。福島第一原子力発電所・3号機の設計者でプレート式冷却装置の開発者でもある。工学博士を取得。

## 経歴
- 1940年：長崎県対馬生まれ
- 1963年3月：山口大学文理学部理学科卒業
- 1963年4月：九州大学生産科学研究所助手
- 1971年：工学博士（九州大学）
- 1972年：九州大学生産科学研究所講師
- 1973年：佐賀大学理工学部助教授
- 1985年：佐賀大学理工学部教授
- 1996年：佐賀大学理工学部長（ - 1998年）
- 2002年2月：佐賀大学学長（ - 2003年9月）
- 2003年：佐賀大学海洋エネルギー研究センター教授
- 2005年：佐賀大学を定年退官、NPO法人海洋温度差発電推進機構を設立
- 2015年：秋の叙勲で瑞宝中綬章を受章[2]
- 2017年8月11日：心不全のため死去[3]

## 社会的活動
- 文部科学省国立大学法人評価委員会第1期専門委員（国立大学法人分科会分属）

## 著書
- 『成長の原理』1996年。日本経営合理化協会
- 『創造の原理』2002年。日本経営合理化協会
- 『夢をかなえる心の法則』2004年。致知出版社
- 『抜く技術』2005年。サンマーク出版